# Вулфорд (Північна Дакота)
Вулфорд (англ. Wolford) — місто (англ. city) в США, в окрузі Пієрс штату Північна Дакота. Населення — 43 особи (2020).

## Географія
Вулфорд розташований за координатами 48°29′52″ пн. ш. 99°42′15″ зх. д. / 48.49778° пн. ш. 99.70417° зх. д. (48.497803, -99.704279).  За даними Бюро перепису населення США в 2010 році місто мало площу 0,42 км², уся площа — суходіл. В 2017 році площа становила 0,47 км², уся площа — суходіл.

## Демографія
Згідно з переписом 2010 року, у місті мешкало 36 осіб у 17 домогосподарствах у складі 10 родин. Густота населення становила 87 осіб/км².  Було 27 помешкань (65/км²).
Расовий склад населення:
| - 100,0 % — білих |

До двох чи більше рас належало 0,0 %. Частка іспаномовних становила 0,0 % від усіх жителів.
За віковим діапазоном населення розподілялося таким чином: 25,0 % — особи молодші 18 років, 55,6 % — особи у віці 18—64 років, 19,4 % — особи у віці 65 років та старші. Медіана віку мешканця становила 51,5 року. На 100 осіб жіночої статі у місті припадало 89,5 чоловіків;  на 100 жінок у віці від 18 років та старших — 145,5 чоловіків також старших 18 років.
Середній дохід на одне домашнє господарство  становив 54 507 доларів США (медіана — 43 750), а середній дохід на одну сім'ю — 88 171 долар (медіана — 78 125). За межею бідності перебувало 15,4 % осіб, у тому числі 0,0 % дітей у віці до 18 років та 57,1 % осіб у віці 65 років та старших.
Цивільне працевлаштоване населення становило 12 осіб. Основні галузі зайнятості: роздрібна торгівля — 25,0 %, будівництво — 25,0 %, сільське господарство, лісництво, риболовля — 25,0 %.